# Лижне двоборство
Лижне двоборство або нордична комбінація — зимовий олімпійський вид спорту, який охоплює стрибки з трампліна і лижний крос.
У програму Олімпіад станом на 2010 рік входять два види індивідуальних змагань і командні змагання. 
До 2008 року індивідуальні змагання охоплювали спринт (один стрибок і перегони на 7,5 км) і індивідуальні перегони за системою Гундерсона (2 стрибки і перегони на 15 км). Сучасні індивідуальні змагання складаються зі стрибків з нормального або великого трампліна і перегони на 10 км. 
Спочатку проводяться стрибки з трампліна. Вони оцінюються за очковою системою, в якій враховується довжина стрибка та оцінка за стиль. Переможець стрибкового етапу стартує першим у лижному кросі. Інші учасники стартують із відставанням, що визначається з розрахунку 4 с на кожне очко. Переможець кросу стає переможцем змагань. 

## Організації та змагання
Лижним двоборством опікується Міжнародна федерація лижного спорту. Змагання з цього виду спорту входили до програми всіх Зимових Олімпійських ігор, починаючи з перших Ігор 1924 року. Лижне двоборство входить також до програми чемпіонатів світу з лижних видів спорту.